# ウォータータウン国際空港
ウォータータウン国際空港（英: Watertown International Airport）(IATA: ART, ICAO: KART, FAA LID: ART)は、アメリカ合衆国のニューヨーク州 ウォータータウンにある国際空港。国際空港という名称ではあるが国内線のみの空港である。

## 就航地
| 航空会社               | 就航地           |
| ---------------------- | ---------------- |
| アメリカン航空         | ニューヨーク/LGA |
| アメリカン・イーグル   | フィラデルフィア |
| リニア・エア・タクシー | ニューヨーク/JFK |